# Street Fighter II: The Animated Movie
Street Fighter II: The Animated Movie (japonés: ストリートファイターII MOVIE;  Hepburn: Sutorito faita tsu mubi?), es una película de anime japonesa de 1994 dirigida por Gisaburō Sugii; adaptada del juego de peleas Street Fighter II. Capcom programó un juego basado en esta película de animación, una versión interactiva llamada Street Fighter II: The Interactive Movie para Saturn y PSOne.

## Argumento
La historia se centra en Ryu, un luchador de artes marciales que va errando por el mundo en busca de luchadores con los que competir para hacerse más fuerte. Por otro lado tenemos a Shadowlaw, un sindicato del crimen organizado que realiza todo tipo de contrabandos y tráficos ilegales, las cuales incluyen el tráfico de drogas y de armas, alcanzando unos niveles de terrorismo internacional cada vez más preocupantes para la estabilidad mundial. El malvado M. Bison es el jefe de esta organización que además busca a los mejores luchadores de todo el mundo para someterlos a su voluntad con su poder psíquico (y más en concreto a Ryu, del que dicen que es capaz de hacer pedazos a Sagat, uno de los mejores luchadores del mundo).
Una investigación de la Interpol y el ejército estadounidense liderada por Chun Li y William F. Guile tiene como objetivo desvelar la base paramilitar desde donde se organizan los atentados terroristas de Shadaloo, para posteriormente eliminarla bajo un ataque sorpresa. Sin embargo ello causará algunos contratiempos ya que ambos agentes tienen cuentas pendientes con M. Bison.
Shadaloo entonces da con Ken Masters, campeón mundial absoluto de Karate en Estados Unidos y antiguo estudiante junto a Ryu en el mismo dojo del mismo arte marcial. Así pues, tratará de utilizar la fuerza de su amigo Ken para atrapar a Ryu y someterlo a su poder. Pero M. Bison no estará solo. Ha conseguido reclutar a tres luchadores especialmente poderosos: el bruto boxeador Balrog; el narcisista y psicópata torero español Vega y el rey del Muay Tai y héroe nacional en Tailandia: Sagat (quien además tiene asuntos pendientes con Ryu). La eterna lucha del Bien y el Mal es librada esta vez con los puños de los más fuertes y afamados luchadores de todo el globo terráqueo.

## Doblaje
| Personaje               | Voz Japonesa        | Voz Inglesa                       | Voz Hispanoamericana (promocionales) | Voz Hispanoamericana (Redoblaje) | Voz Hispanoamericana (Colombia) |
| ----------------------- | ------------------- | --------------------------------- | ------------------------------------ | -------------------------------- | ------------------------------- |
| Ryu                     | Kojiro Shimizu      | Skip Stellrecht (Hank Smith)      | Jesús Barrero (†)                    | Bardo Miranda                    | Armando Duque                   |
| Ken Masters             | Kenji Haga          | Eddie Frierson (Ted Richards)     | ?                                    | Alejandro Illescas               | Orlando Arenas                  |
| Chun-Li                 | Miki Fujitani       | Lia Sargent (Mary Briscoe)        | María Fernanda Morales               | Mónica Villaseñor                | Nancy Cortés                    |
| Guile                   | Masane Tsukayama    | Kirk Thornton (Donald Lee)        | Eduardo Tejedo                       | Jesse Conde                      | Cesar Vargas                    |
| M. Bison                | Takeshi Kusaka (†)  | Tom Wyner (Phil Matthews)         | Blas García                          | Blas García                      | Eleazar Osorio                  |
| Sagat                   | Shigezo Sasaoka (†) | Peter Spellos (David Conrad)      | Enrique Mederos (†)                  | Víctor Hugo Aguilar              | Hernando Montenegro             |
| Vega                    | Kaneto Shiozawa (†) | Richard Cansino (Steve Davis)     | Benjamín Rivera                      | Enrique Cervantes                | Oscar Javier Cuesta             |
| Balrog                  | Jōji Nakata         | Joe Romersa (Joe Michaels)        | Guillermo Sauceda                    | Ricardo Brust                    | José Manuel Cantor              |
| E. Honda                | Daisuke Gōri (†)    | Richard Epcar (Patrick Gilbert)   | Gabriel Chávez                       | Gerardo Vázquez                  | Raúl Gutiérrez                  |
| Dhalsim                 | Yukimasa Kishino    | Don Carey                         | Arturo Casanova                      | Gabriel Pingarrón                | Hernando Montenegro             |
| Cammy White             | Yoko Sasaki         | Debra Jean Rogers (S. J. Charvin) | Xóchtil Ugarte                       | ?                                | Klaudia Kotte                   |
| Fei Long                | Masakatsu Funaki    | Phillip Williams                  | Carlos Hugo Hidalgo                  | Mario Castañeda                  | John Grey                       |
| Dee Jay                 | Ginzo Matsuo (†)    | Beau Billingslea (John Hammond)   | César Arias                          | Alejandro Mayen                  | Rodrigo Marulanda               |
| T. Hawk                 | Shōzō Iizuka (†)    | Steve Blum (Richard Cardona)      | Guillermo Sauceda                    | ?                                | José Manuel Cantor              |
| Blanka                  | Unshō Ishizuka (†)  | Tom Carlton                       | Jorge Roig                           | Gabriel Pingarrón                | Rodrigo Marulanda               |
| Zangief                 | Tetsuo Kanao        | William Johnson                   | Raúl Aldana                          | ?                                | Ricardo Saldarriaga             |
| Científico de Shadowlaw | Chikao Otsuka (†)   | ?                                 | ?                                    | Gabriel Pingarrón                | Hermes Camelo                   |
| Maestro Gouken          | Hideyo Amamoto (†)  | ?                                 | ?                                    | Ricardo Lezama (†)               | ?                               |

## Curiosidades
En la versión original japonesa de la película, existe una escena donde aparece Chun-Li completamente desnuda en la ducha, mostrándose sus pechos de forma más o menos explícita (no así el resto del cuerpo). Esta escena fue censurada en Estados Unidos cuando la película se estrenó allí, ya que la filial estadounidense de Capcom no quería que Chun-Li apareciera desnuda. Sin embargo, en España e Hispanoamérica, esta escena no fue censurada y apareció tal cual.